# Abbaye de Créteil

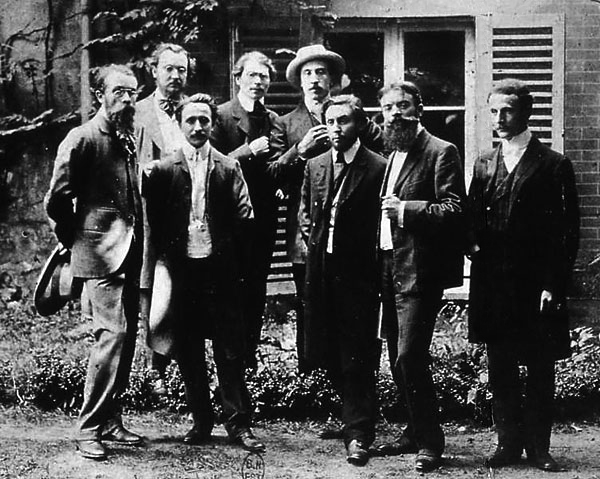
Les premiers membres de l’Abbaye de Créteil en 1907. Au premier plan en partant de la gauche : Charles Vildrac, René Arcos, Albert Gleizes, Henri-Martin Barzun, Alexandre Mercereau ; au second plan : Georges Duhamel, Berthold Mahn, Jacques d'Otémar (cliché Dornac).

L'Abbaye de Créteil, dit aussi Groupe de l'Abbaye, nommé par ses fondateurs « L'Abbaye », groupe fraternel d'artistes (puis groupe d'art), est une communauté littéraire et artistique française du début du XXe siècle.
Formée sur le mode d'un phalanstère, cette organisation associative est fondée à Créteil à l’automne 1906 sous l'impulsion du poète Charles Vildrac et de son ami l'écrivain Georges Duhamel, entourés d'une dizaine de personnes dont Luc Durtain, Albert Gleizes et Alexandre Mercereau.
« L'Abbaye » en tant que lieu d'activités est fermée par ses membres le 28 janvier 1908 mais l'organisation perdure à Paris pendant plus d'une année. Le groupe a, durant le temps de cette expérience, créé une maison d'édition du même nom et monté des expositions.

## Historique

### Utopie des débuts

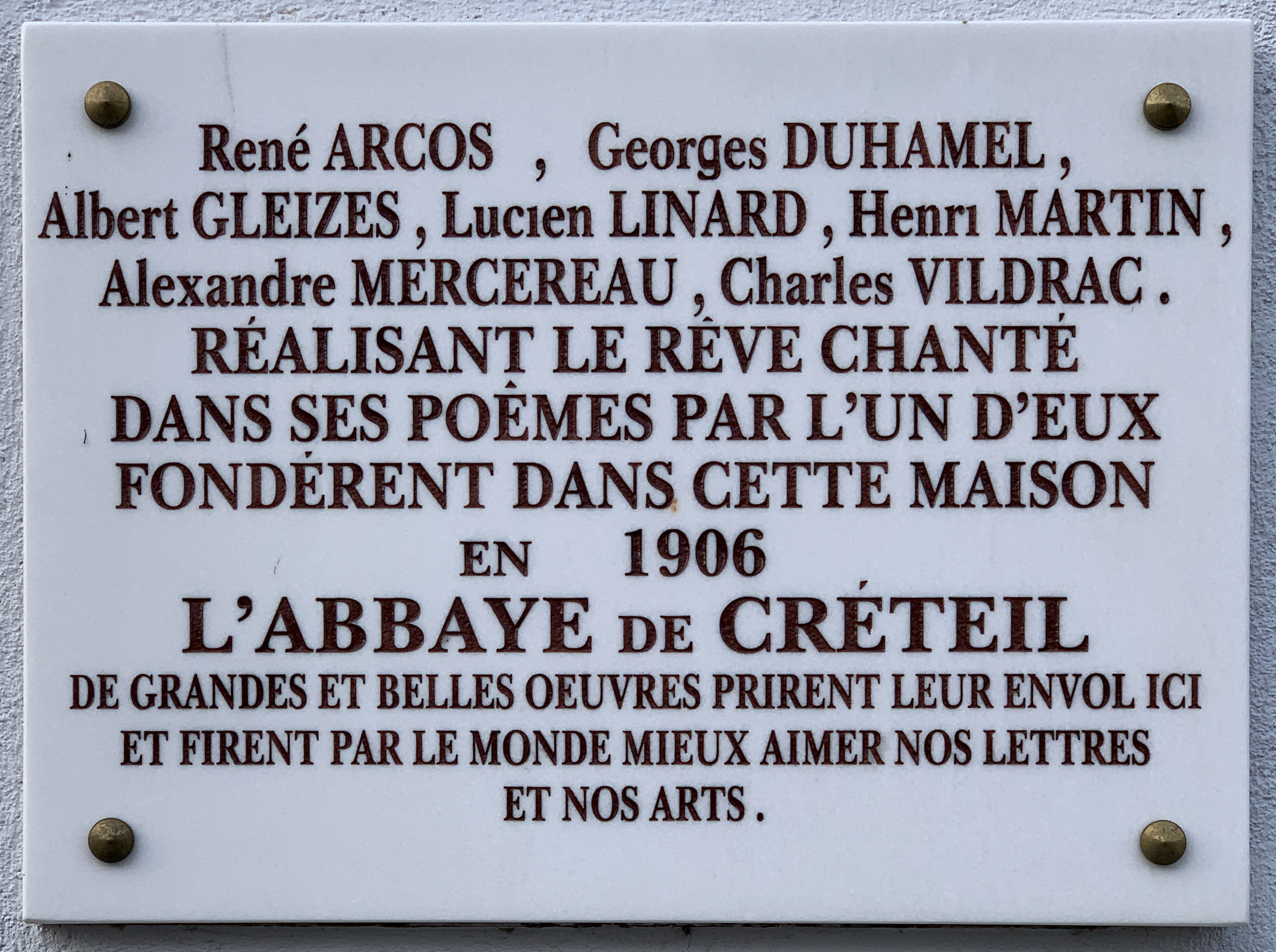
Plaque indiquant la fondation du groupe au 37, rue du Moulin à Créteil.

S’inspirant notamment de l’Abbaye de Thélème imaginée par Rabelais dans Gargantua et du compagnonnage, le poète Charles Vildrac est le principal initiateur du projet : lors d'une réunion d'amis en décembre 1905 à son domicile de la rue Victor-Massé, il fait part de son « rêve » de vie communautaire qu'il a eu durant l'été. Cependant, dans un courrier adressé à Mercereau le 31 janvier 1907, Vildrac écrit que « l'idée de réalisation de l'Abbaye, le moyen de la faire, tout cela éclata un dimanche de l'été dernier [1906] chez Arcos, entre Gleizes, Arcos, Duhamel, ma femme [la sœur de Duhamel] et moi ». Entre la naissance du projet et sa mise en œuvre, une année s'est donc écoulée. Le projet est d'échapper à la « commercialisation de l'esprit et de la création artistique » en fondant un lieu de liberté et d’amitié, propice à la création, loin des modes et des conventions de leur époque. Arcos et Gleizes se sont rencontrés à Amiens, en 1904, lors de leur service militaire : le duo y connut Lucien Linard et Jacques d'Otémar.
Après plusieurs mois de recherches, ce groupe d'amis s’installe à partir de Noël 1906, au 35-37 de la rue du Moulin à Créteil, dans une grande maison entourée d’un grand parc boisé de 13 000 m2 situé le long de la Marne, plus précisément du bras-mort dit « bras du Chapitre ». La bâtisse, qui était en partie en ruine et qui fut restaurée, comprenait trois étages et des communs, dont une orangerie qui servit d'atelier pour les peintres et une dépendance, dédiée à l'imprimerie. Un grand lierre couvrait la façade. Le loyer était, selon Pierre Alibert, assez important, et fut sans doute un frein matériel à l'expérience.
En février 1907, une société civile est formée et les signataires se qualifient d'« artisans de l'Abbaye », mettant sur pieds l'imprimerie, confiée à Linard, et une « firme d'édition » ; ils lancent un appel à participation non pas de nature financière mais intellectuelle. Les signataires sont : René Arcos, Albert Doyen, Georges Duhamel, Albert Gleizes, Berthold Mahn, Henri-Martin Barzun (dit « Henri-Martin »), Jacques d'Otémar, Georges Périn (1873-1922), Jules Romains, Maurice Robin, Alexandre Mercereau et Charles Vildrac. L'épouse de Vildrac, née Rose Duhamel, et Cécile Périn, jouèrent un rôle important. Ce même mois, Mercereau vient vivre à L'Abbaye avec sa compagne : Vildrac lui raconte que l'hiver y est rude, que seuls son épouse, Arcos, Gleizes et Duhamel ont pour l'instant accepté de s'y installer définitivement. Berthold Mahn et d'Otémar, associés, étaient occupés à Paris avec leur propre atelier graphique.
Pris par un emploi ministériel, Henri-Martin Barzun met cependant sa « fortune » au service de ses amis pour acheter la minerve d'impression et payer le loyer de la villa : il vient bientôt s'installer avec son épouse à l'Abbaye ; son fils Jacques y naît en novembre 1907. Ce « groupe fraternel d'artistes » accompagnés de leurs épouses se donna un but concret : créer une maison d'édition susceptible de leur garantir un revenu. Elle était gérée essentiellement par Vildrac et Arcos. C’est le typographe Lucien Linard, l'ami de régiment de Gleizes et d'Arcos, qui apporta les compétences techniques à la mise en place de l’imprimerie.

### Développements

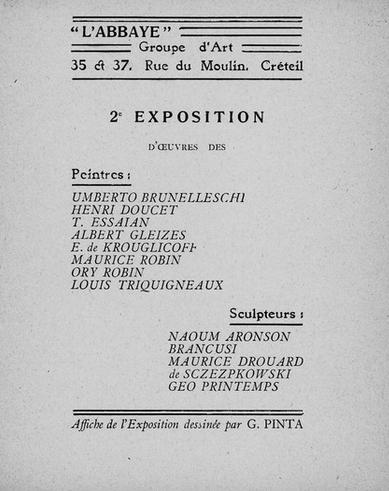
Carton pour la 2e exposition de « l'Abbaye », se qualifiant de « groupe d'art » à l'adresse de la rue du Moulin (Créteil, vers 1907-1908).

Des dizaines d’écrivains, poètes et artistes, femmes et hommes, de toutes nationalités, vinrent enrichir le groupe : les poètes Pierre Jean Jouve, Valentine de Saint-Point, Luc Durtain (qui sera marqué par cet esprit communautaire), les peintres Charles Picart Le Doux, Henri Doucet et Léon Balzagette ; l'on compte aussi les écrivains Jules Romains, fondateur de l’unanimisme, et Alfred Jarry, qui furent des amis du groupe, auxquels se joignirent des proches de la toute jeune Nouvelle Revue française tel Jean-Richard Bloch. On y croisait également Georges Chennevière, le dessinateur et graveur belge Frans Masereel, F. T. Marinetti ou encore, l’ami de Marcel Proust, le singulier Robert de Montesquiou, qui fut publié par l’Abbaye.
Une première grande soirée de représentations fut organisée le 4 août 1907, où, comme le rapporte le journal La Justice, « les artisans de Créteil sont artistes pour servir leur idéal et ouvriers pour gagner leur pain (...). Méthode de travail : 4 à 6 heures par jour. le reste du temps est consacré selon chacun à l'exercice de son art respectif. C'est l'heureuse union du travail manuel et du travail intellectuel ». Un lieu de verdure, qui tourne le dos au mercantilisme, et qui n'est pas sans rappeler l'esprit utopique de l'expérience communautaire de l'Anglais William Morris ou celui du poète américain Henry David Thoreau (que la jeune Nouvelle Revue française republia dès 1909).
D'autres personnalités s'y rendirent avec entrain comme le musicien wagnérien Charles Schüller (qui se lia à Duhamel), le peintre américain Samuel Halpert, les poètes Paul Castiaux (fondateur de la revue Les Bandeaux d'or), Paul Buisson (dit « Buisson de La Haye »), Alban Aribaud, Octave Charpentier, Lucien Bonnefoy (1876-?), Albert Willemetz, Jean Raivel, André Romane, Marius Besson, Henri de Peretti, Alexandre Goichon, Alain de La Tour, Yves Chatelain, Louise Puhl, Théo Varlet, ou Ricciotto Canudo, lequel est très proche de Valentine de Saint-Point. Le critique Jean Valmy-Baysse (1874-1962) y retrouva son ami Gleizes, mais aussi Arcos, Mercereau, Vildrac et Duhamel qui écrivirent pour lui dans la revue La Vie lancée en décembre 1904. Certains ressentirent de la déception et de la frustration, comme Castiaux ou d'autres poètes qui n'avaient pas été retenus au catalogue de la maison d'édition, et d'autres encore qui s'étonnèrent du peu d'ambitions, d'un certain manque d'envergure de l'entreprise, tel Canudo.
Dans cette « libre Villa Médicis » (selon les mots de Vildrac), au moins deux expositions d'artistes furent organisées et présentent l'intérêt de mêler des français et des étrangers, des hommes et des femmes : sur celle de 1907-1908, le critique d'art Georges Normandy en donna un compte rendu et souligna l'intérêt que portaient à ce groupe des personnalités comme Anatole France, Paul Adam (qui prononça le discours inaugural à l'automne 1906), Saint-Pol-Roux et René Ghil.

### Bilan
« Et c'est justement la nouvelle génération qui était le plus attaché à cette idée européenne. À Paris je trouvai rassemblé autour de mon ami Bazalgette tout un groupe de jeunes hommes qui, au contraire de la génération précédente, avaient répudié tout nationalisme étroit et tout impérialisme agressif : Jules Romains, qui écrivit plus tard, en pleine guerre, son grand poème Europe, Georges Duhamel, Charles Vildrac, Durtain, René Arcos, Jean-Richard Bloch, tous rassemblés à l'« Abbaye », puis à l'« Effort libre », étaient des pionniers passionnés d'un européanisme à venir et inébranlables, comme l'épreuve du feu le montra durant la guerre, dans leur haine de tout militarisme, – une jeunesse telle que la France en a rarement engendrée de plus vaillante, de plus douée, de plus moralement résolue ». »

— Le Monde d'hier, Stefan Zweig
Malgré l’intérêt suscité par leur entreprise, ces jeunes gens manquèrent d’argent et furent obligés de fermer leur Abbaye fin janvier 1908. La principale raison de cette fermeture semble avoir été l'éclosion de dissensions fortes entre certains membres du groupe : Mercereau, par exemple, se sent méprisé par Arcos et Duhamel ; ce dernier, très lié au Mercure de France, ne partage pas ses choix esthétiques et littéraires. Des tensions apparaissent également sur des points liés aux tâches du quotidien, au rôle des femmes, aux honneurs acceptés par les uns et refusés par les autres. Un facteur plus idéologique fut retenu dans une première analyse post-mortem : fut pris pour cible le prosélytisme affiché par Jules Romains et son « unanimisme », qu'avaient rejetés pour partie les membres du groupe.
La maison d’édition survécut quelque temps : l'atelier, supervisé par Linard, poursuivit encore quelques mois son activité au no 7 de la rue Blainville à Paris. Mais surtout les amis continuèrent à se réunir une fois par mois lors d’un « dîner des copains ». Toutefois Mercereau se brouille avec Vildrac et Duhamel en 1911 : dans un essai publié en 1923, il leur reproche de récupérer l'expérience à leur compte.
Cette expérience communautaire est décrite en détail par Georges Duhamel dans Le Désert de Bièvres, le cinquième volume de sa Chronique des Pasquier, dans des termes parfois amers. Par ailleurs, c'est à l'abbaye que Duhamel fit la connaissance de l'actrice Blanche Albane qui devint sa femme quelques années plus tard.
L'ensemble de ces jeunes gens fut profondément marqué par cette expérience utopiste, une aventure qui tomba dans l'oubli et qui fut remise en valeur par des chercheurs américains et britanniques à partir des années 1960. Aujourd'hui, le « Groupe de l'Abbaye », qui ne fut certes pas le premier du genre à émerger en France, figure tout de même, avec sa belle énergie, comme un chapitre particulier de l'histoire de l'art moderne, permettant par exemple d'ouvrir au concept de « précubisme ».

## Les éditions de l’Abbaye (1906-1909)

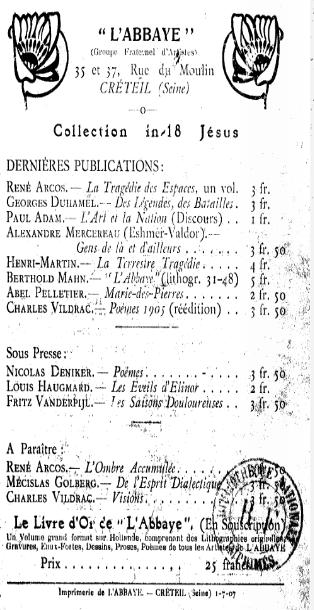
Extrait du programme éditorial publié dans les Cahiers mensuels de Mécislas Golberg imprimé à Créteil en juillet 1907.

Les différents titres et estampes publiés par les éditions de l'Abbaye furent composés, mis en page et imprimés successivement chez A. Oudaille à Beauvais, puis à l'Abbaye même, rue du Moulin à Créteil, ensuite, après janvier 1908, à Paris, d'abord au Studio du Groupe d'art 88 boulevard de Port-Royal (chez Mercereau) pour finir à l'« Imprimerie de l'Abbaye » située au 7 rue Blainville ; cette structure était supervisée par Lucien Linard, qui fit appel à l'imprimerie Victor Legros à Lille. La maison d'édition possédait un « dépôt central parisien » de vente situé au 56 rue de Rennes.
- novembre 1906 : René Arcos, La Tragédie des espaces
- 1907 : Georges Duhamel, Des légendes, des batailles
- janvier 1907 : Paul Adam, L'Art et la Nation, discours prononcé au banquet du 10 décembre 1906
- 1907 : Alexandre Mercereau [Eshmer-Valdor], Gens de là et d’ailleurs : Gens de la terre, gens de la ville, gens de Paris
- 1907 : Henri-Martin Barzun [Henri-Martin], La Terrestre Tragédie, préfacé par Gustave Kahn
- 1907 : « L'Abbaye », lithographie de Berthold Mahn
- juin 1907 : Charles Vildrac, Triptyque
- juillet 1907 :

Abel Pelletier (d), Marie-des-Pierres. Épisodes passionnés
Charles Vildrac, Poèmes 1905 [réédition]
Mécislas Golberg, Cahiers mensuels no 1-2 janvier-juin 1907 contenant Disgrâce couronnée d'épines, illustré par André Rouveyre et Pierre-Eugène Vibert - sur Gallica
- septembre 1907 :

 ? [Collectif], Le Livre d'or de l'Abbaye, publié sur souscription, contenant « lithographies originales, eaux-fortes, gravures, dessins, proses, poèmes de tous les artistes » [cf. illustration ci-contre].
Nicolas Deniker, Poèmes : le décor, la lumineuse tempête, la venelle dolente, l’ultime clairière
Louis Haugmard, Les Éveils d’Élinor
Fritz-René Vanderpyl, Les Saisons douloureuses
- octobre 1907 : Robert de Montesquiou, Passiflora
- novembre 1907 : Charles Vildrac, Images et mirages
- février 1908 : Jules Romains, La Vie unanime
- mars 1908 : Henri-Martin Barzun [Henri-Martin], Adolescence, rêveries, passions
- avril 1908 : Roger Allard, Vertes saisons : Poèmes, 1905-1908
- 1908 : Michel Della Torre[17], Bouquet de Floréal, 1906-1907
- 1908 : Raoul Gaubert Saint-Martial[18], Par ces longues nuits d’hiver
- juin 1908 : Jean Pilinski de Belty[19], Les Prémices
- 1908 : Pierre Rodet[20], Une touffe d’orties, poésies
- 1908 : Valentine de Saint-Point, Poèmes d’orgueil
- 1908 : Gaston Sauvebois[21], Après le naturalisme, vers la doctrine littéraire nouvelle
- 1908 : Albert Verdot[22], Vers les couchants, runes et bucrânes, frontispice de Maurice Robin
- 1908 : Jeanne Valcler, Ma petite Jeannette : Impressions et souvenirs d'enfant, illustrations d'Édouard Célerier
- 1908 : Jean Martet, Les Jeux du sistre et de la flûte
- 1908 : Ferdinand de Liguori de Presicce[23], Edmonda, drame historique en 6 actes
- 1908 : Raison ou déraison du peintre Marcel-Lenoir [sic]
- 1908 : Étienne Bellot, Notes sur le Symbolisme
- mars 1909 : Pierre Jean Jouve, Artificiel, avec un frontispice d’Albert Gleizes, dernier ouvrage imprimé par Lucien Linard[24], sans nom d'éditeur.

## Expositions

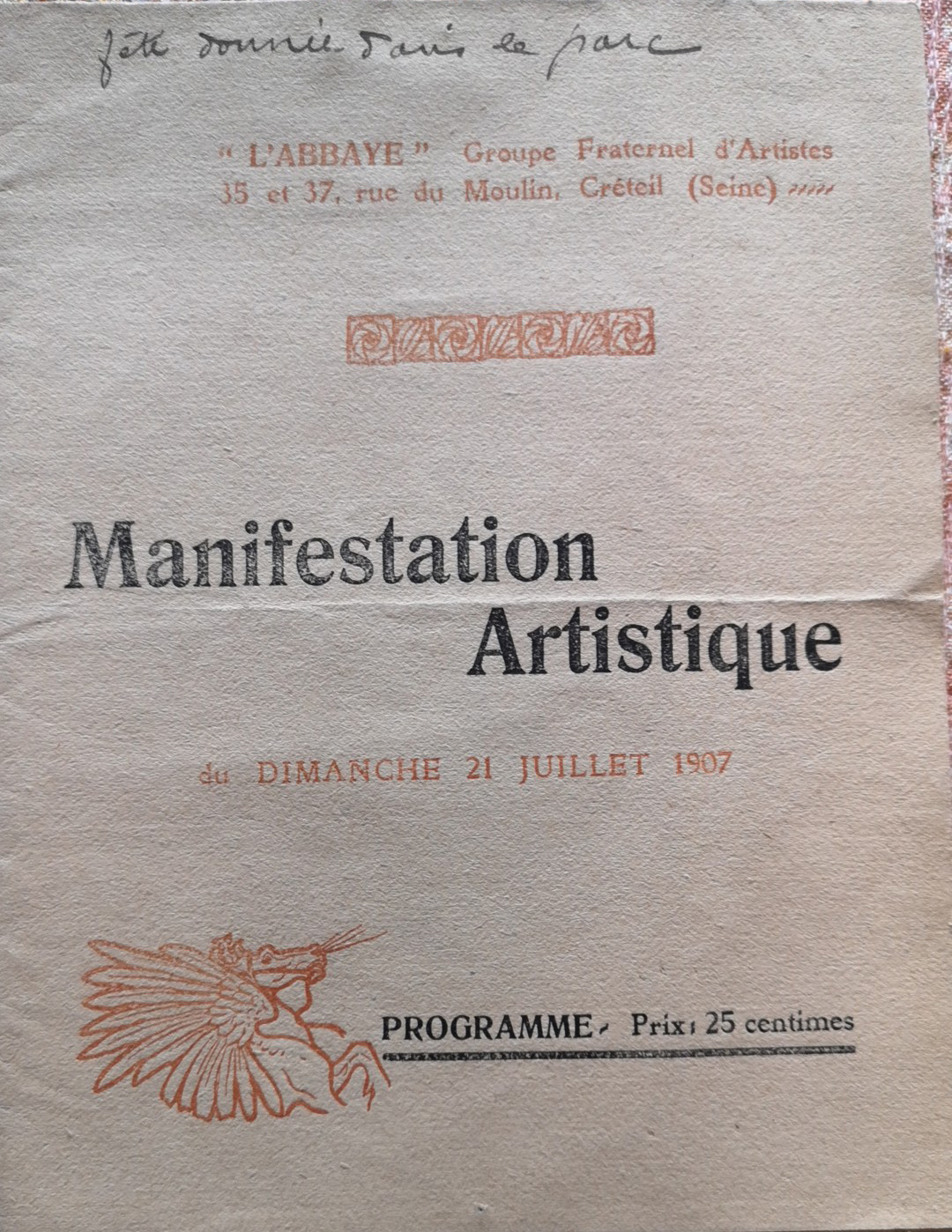
Couverture du catalogue de 1907.

Au moins deux manifestations artistiques collectives ont été organisées par les membres de l'Abbaye :
- 1907, du 21 juillet au [?] août : Première exposition dans le parc du 33-37 rue du Moulin à Créteil, où sont présentées les œuvres des artistes suivants : les peintres et graveurs Umberto Brunelleschi, Eugène Charvot, Henri Doucet, Albert Gleizes, Élisabeth Krouglikoff, Berthold Mahn, Jacques d'Otémar et Gabriel Pinta[25], et les deux sculpteurs Maurice-Edme Drouard (trois bustes) et Constantin Brancusi (L'Enfant, L'Orgueil, Esquisse).
- 1908, du 15 janvier au 19 février : Deuxième exposition, se tient à Paris, Salle de La Française, au 49 rue Laffitte[26]. Une affiche est imprimée, signée Gabriel Pinta : sont annoncés les peintres Umberto Brunelleschi, Henri Doucet, Tigrane Essaïan[27], Albert Gleizes, Krouglikoff, Maurice Robin (présentant la toile La Seine au Pont-Neuf), Blanche Ory-Robin (1862-1942)[28], Louis Triquigneaux (1886-1965) ; et les sculpteurs Naoum Aronson, Constantin Brancusi, Maurice-Edme Drouard, Jean de Sczezpkowski, Géo Printemps. Il est possible que cette seconde exposition ait été supervisée par Alexandre Mercereau et Charles Vildrac.